# Patrick Collins (Politiker)

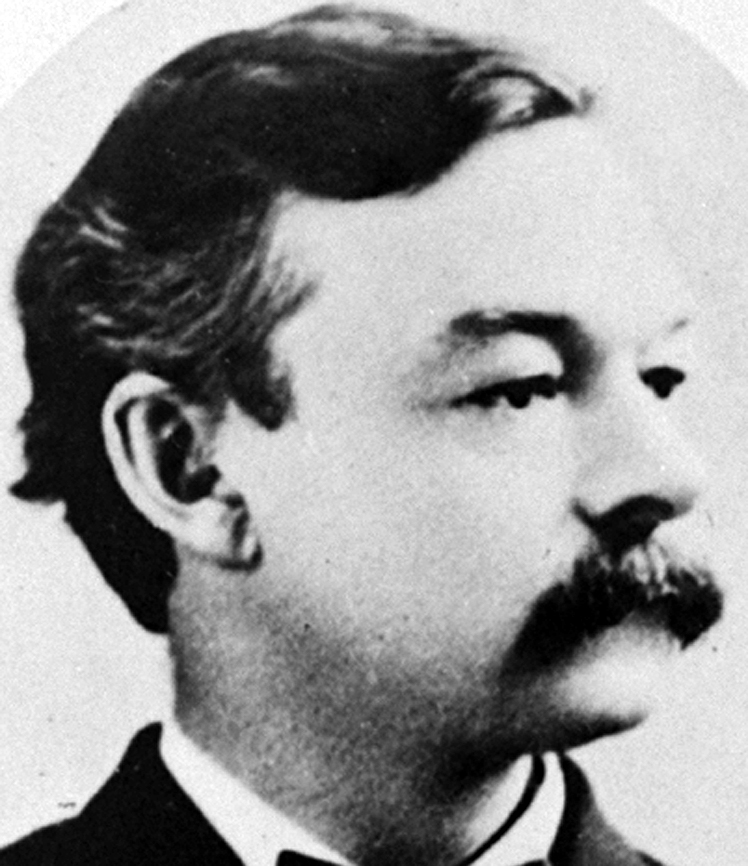
Patrick Collins

Patrick Andrew Collins (* 12. März 1844 bei Fermoy, County Cork, Irland; † 13. September 1905 in Hot Springs, Virginia) war ein US-amerikanischer Politiker. Zwischen 1883 und 1889 vertrat er den Bundesstaat Massachusetts im US-Repräsentantenhaus.

## Leben
Im Jahr 1848 kam Patrick Collins mit seinen Eltern nach Chelsea in Massachusetts. Er besuchte die öffentlichen Schulen seiner neuen Heimat und machte eine Lehre im Polstermöbelhandwerk. Später begann er als Mitglied der Demokratischen Partei eine politische Laufbahn. In den Jahren 1868 und 1869 war er Abgeordneter im Repräsentantenhaus von Massachusetts; von 1870 bis 1871 gehörte er dem Staatssenat an. Nach einem Jurastudium an der Harvard University und seiner 1871 erfolgten Zulassung als Rechtsanwalt begann er in Boston in diesem Beruf zu arbeiten. Im Jahr 1875 bekleidete er das Amt des Judge Advocate General in Massachusetts. In den Jahren 1876, 1880, 1888 und 1892 war Collins Delegierter zu den jeweiligen Democratic National Conventions.
Bei den Kongresswahlen des Jahres 1882 wurde Collins im vierten Wahlbezirk von Massachusetts in das US-Repräsentantenhaus in Washington, D.C. gewählt, wo er am 4. März 1883 die Nachfolge von Leopold Morse antrat. Nach zwei Wiederwahlen konnte er bis zum 3. März 1889 drei Legislaturperioden im Kongress absolvieren. Im Jahr 1888 verzichtete er auf eine weitere Kandidatur.
Nach dem Ende seiner Zeit im US-Repräsentantenhaus praktizierte er wieder als Anwalt. Von 1893 bis 1897 fungierte er als amerikanischer Konsul in London; zwischen 1902 und 1905 war er als Nachfolger von Thomas N. Hart Bürgermeister von Boston. Er starb am 13. September 1905 während eines Besuchs in Virginia.